# Tachov (huyện)
Huyện Tachov (tiếng Séc: Okres Tachov) là một huyện (okres) nằm trong vùng Plzeň của Cộng hòa Séc. Huyện Tachov có diện tích 1379 km², dân số năm 2002 là 51329 người. Thủ phủ huyện đóng ở Tachov. Huyện này có 51 khu tự quản.

## Các khu tự quản
Huyện Tachov có 51 khu tự quản sau: